# Fukuyama masaharu MAGNUM COLLECTION "SLOW"
『fukuyama masaharu MAGNUM COLLECTION “SLOW”』（ふくやま まさはる マグナム・コレクション スロウ）は、福山雅治のバラード・ベスト・アルバム。2003年8月27日発売。発売元はBMGファンハウス（現・Ariola Japan）。

## 概要
福山雅治初となるバラード・ベスト・アルバム。BMGビクター・BMGファンハウス時代の曲の中から福山が自らが選曲した15曲を収録している。全曲リマスタリングし、うち8曲に新たなミックスを施している。
シングル「虹／ひまわり／それがすべてさ」と同時発売であり、アルバムとシングル同時購入による特典があった。
ジャケット写真は、デビュー・アルバム『伝言』のジャケットを画像処理した写真が使用され、この写真と同じスタジオ、同じ角度で撮影したものをシングル「虹／ひまわり／それがすべてさ」のジャケット写真に使用している。
初回限定仕様は、1999年に福山が主演しサウンドトラックも手掛けた『FUKUYAMA MASAHARU Presents CX mon-9 drama "Perfect Love!" original song book Rendezvous 1』・『FUKUYAMA MASAHARU Presents CX mon-9 drama "Perfect Love!" original sound track Rendezvous 2』の同時購入特典であった『Making of Rendezvous』をボーナスDVDとして付属している。
オリコンチャートは初登場1位となり、男性ソロ・アーティスト初となるオリコンシングル・アルバムチャートで同時1位を獲得した（その後「虹／ひまわり／それがすべてさ」は5週連続1位となった）。

## 収録曲
1. Good night※
（作詞・作曲：福山雅治 / 編曲：松本晃彦）
5thシングル。福山も出演したTBS系金曜ドラマ『愛はどうだ』挿入歌。
福山が世間に知れ渡るきっかけともなったバラード。口語的な詞の展開が福山にとって大きな収穫となった曲[4]。
2. Girl※
（作詞・作曲：福山雅治 / 編曲：森英治）
4thアルバム『BOOTS』収録曲。
オリジナルとは違い、冒頭のギターと車の音がカットされている。
3. 雨のメインストリート ('95 Style)※
（作詞・作曲：福山雅治 / 編曲：小原礼）
オリジナルは2ndアルバム『LION』収録。本作に収録しているのは、1995年発売のサウンドトラック盤『M-COLLECTION BIRTHDAY PRESENT』収録のリメイク・バージョン。
4. Hold on Me※
（作詞・作曲：福山雅治 / 編曲：森英治）
4thアルバム『BOOTS』収録曲。
オリジナルとは違い、冒頭にカウントが追加されている。
5. 恋人※
（作詞・作曲：福山雅治 / 編曲：佐橋佳幸）
8thシングル「All My Loving／恋人」の2曲目。Panasonic コンポ「SC-CH505(レステイ)」CMソング（1993年）。シングル・バージョンで収録。
6. IT'S ONLY LOVE
（作詞・作曲：福山雅治 / 編曲：斎藤誠）
9thシングル。ダイドー「ブレンドコーヒー」CMソング（1994年）。福山にとって初のミリオンセラーとなった曲。
シングルのミックスを元にリマスタリングしたものを収録している。
7. Good Luck
（作詞・作曲：福山雅治 / 編曲：斎藤誠）
5thアルバム『Calling』収録曲。
8. GLOAMING WAY
（作詞・作曲：福山雅治 / 編曲：小原礼・Greg Adams）
6thアルバム『ON AND ON』収録曲。
9. Dear※
（作詞・作曲：福山雅治 / 編曲：小原礼）
6thアルバム『ON AND ON』収録曲。Panasonic CDラジオカセット「SPATIALIZER」CMソング（1994年）。アサヒ アサヒスーパードライ「ドライプレミアム」CMソング（2013年）。
10. ぼくの朝
（作詞・作曲：福山雅治 / 編曲：斎藤誠）
6thアルバム『ON AND ON』収録曲。
11. そのままで…※
（作詞・作曲：福山雅治 / 編曲：小原礼）
10thシングル「HELLO」のカップリング。
12. you
（作詞・作曲：福山雅治 / 編曲：富田素弘）
12thシングル「Heart／you」の2曲目。福山が主演したTBS系金曜ドラマ『めぐり逢い』イメージソング。
13. 遠い旅
（作詞・作曲：福山雅治 / 編曲：福山雅治・富田素弘）
7thアルバム『SING A SONG』収録曲。
14. 巻き戻した夏
（作詞・作曲：福山雅治 / 編曲：松本晃彦）
7thアルバム『SING A SONG』収録曲。
15. Squall※
（作詞・作曲：福山雅治 / 編曲：富田素弘）
14thシングル「HEAVEN／Squall」の2曲目。（松本英子）に提供曲のセルフカバー。
曲の最後にフェード・アウトするパートをカットしたバージョンで収録している。

(※)NEW MIX

### DVD（初回限定盤）
Making of Rendezvous
フジテレビ系月9ドラマ『パーフェクトラブ!』のサウンドトラック盤『FUKUYAMA MASAHARU Presents CX mon-9 drama "Perfect Love!" original song book Rendezvous 1』・『FUKUYAMA MASAHARU Presents CX mon-9 drama "Perfect Love!" original sound track Rendezvous 2』制作のドキュメンタリー映像。